# Daniel Borges do Campos
Daniel Borges Campos (Rio Verde, 8 de novembro de 1934) é um político brasileiro. Ele foi prefeito de Goiânia de 15 de março de 1983 a 18 de março de 1983.

## Biografia
Nascido em Rio Verde, em 1934, mudou-se ainda jovem para Goiânia. Ele foi professor da Faculdade de Educação da Universidade Federal de Goiás, mas se debruçou mais sobre a carreira política.
Ele foi secretário administrativo de Iris Rezende durante sua primeira gestão à frente da prefeitura de Goiânia, de 1966 a 1969. Anos depois, foi empossado como presidente da Câmara Municipal em 1983 pelo próprio Iris, que agora ocupava o governo de Goiás. Foi nesta cadeira que Daniel teve que assumir o cargo de prefeito da capital goiana por 72 horas, entre a administração de Goianésio Ferreira Lucas e Nion Albernaz.

## Administração
Como prefeito de Goiânia, assumiu o cargo interinamente de 15 de março de 1983, tendo ficado à frente por apenas três dias. A gestão de Daniel foi a menos duradoura dentre as que já administraram a capital goiana. Apesar de curta sua administração, assinou as alterações da função do Secretário de Administração Municipal, em especial voltadas à lei da Consolidação das Leis do Trabalho.